# Linyphantes santinez
Linyphantes santinez là một loài nhện trong họ Linyphiidae. Chúng được Ralph Vary Chamberlin & Wilton Ivie miêu tả năm 1942.

## Phân loài
- Linyphantes santinez verdugo Ralph Vary Chamberlin & Wilton Ivie, 1942